# Vicariato apostolico del Chaco Paraguayo
Il vicariato apostolico del Chaco Paraguayo (in latino Vicariatus Apostolicus Ciachensis in Paraquaria Natione) è una sede della Chiesa cattolica in Paraguay immediatamente soggetta alla Santa Sede. Nel 2022 contava 22.691 battezzati su 27.887 abitanti. È retto dal vescovo Gabriel Narciso Escobar Ayala, S.D.B.

## Territorio
Il vicariato apostolico comprende per intero il dipartimento paraguaiano dell'Alto Paraguay, e la parte a nord del Rio Verde del dipartimento Presidente Hayes.
Sede del vicariato è la città di Fuerte Olimpo, dove si trova la cattedrale di Maria Aiuto dei Cristiani.
Il territorio si estende su 96.000 km² ed è suddiviso in 9 parrocchie.

## Storia
Il vicariato apostolico è stato eretto l'11 marzo 1948 con la bolla Quo in Paraguayana di papa Pio XII, ricavandone il territorio dalla diocesi di Concepción en Paraguay e dal vicariato apostolico del Chaco (oggi vicariato apostolico di Camiri in Bolivia).

## Cronotassi dei vescovi
Si omettono i periodi di sede vacante non superiori ai 2 anni o non storicamente accertati.
- Ángel Muzzolón, S.D.B. † (11 marzo 1948 - 6 marzo 1969 dimesso)
- Alejo del Carmen Obelar Colman, S.D.B. † (6 marzo 1969 - 13 settembre 1986 dimesso)
- Zacarías Ortiz Rolón, S.D.B. † (12 marzo 1988 - 12 luglio 2003 nominato vescovo di Concepción en Paraguay)
- Edmundo Ponziano Valenzuela Mellid, S.D.B. (13 febbraio 2006 - 8 novembre 2011 nominato arcivescovo coadiutore di Asunción)
- Gabriel Narciso Escobar Ayala, S.D.B., dal 18 giugno 2013

## Statistiche
Il vicariato apostolico nel 2022 su una popolazione di 27.887 persone contava 22.691 battezzati, corrispondenti all'81,4% del totale.
| anno | popolazione | popolazione | popolazione | presbiteri | presbiteri | presbiteri | presbiteri                | diaconi | religiosi | religiosi | parrocchie |
| anno | battezzati  | totale      | %           | numero     | secolari   | regolari   | battezzati per presbitero | diaconi | uomini    | donne     | parrocchie |
| ---- | ----------- | ----------- | ----------- | ---------- | ---------- | ---------- | ------------------------- | ------- | --------- | --------- | ---------- |
| 1950 | 50.000      | 50.000      | 100,0       | 11         |            | 11         | 4.545                     |         | 13        | 4         | 5          |
| 1964 | 35.000      | 40.000      | 87,5        | 12         |            | 12         | 2.916                     |         |           | 9         | 7          |
| 1970 | 28.850      | 32.850      | 87,8        | 9          |            | 9          | 3.205                     |         | 10        | 7         |            |
| 1976 | 20.200      | 30.300      | 66,7        | 7          |            | 7          | 2.885                     |         | 11        | 16        | 7          |
| 1980 | 20.200      | 30.300      | 66,7        | 6          |            | 6          | 3.366                     |         | 8         | 16        | 7          |
| 1990 | 18.350      | 20.900      | 87,8        | 7          |            | 7          | 2.621                     |         | 9         | 10        | 7          |
| 1999 | 16.300      | 18.600      | 87,6        | 8          | 1          | 7          | 2.037                     |         | 8         | 11        | 7          |
| 2000 | 16.300      | 18.600      | 87,6        | 8          | 1          | 7          | 2.037                     |         | 8         | 12        | 7          |
| 2001 | 16.300      | 18.600      | 87,6        | 8          | 1          | 7          | 2.037                     |         | 8         | 12        | 7          |
| 2002 | 16.300      | 18.600      | 87,6        | 7          |            | 7          | 2.328                     |         | 8         | 12        | 7          |
| 2003 | 18.000      | 19.606      | 91,8        | 7          |            | 7          | 2.571                     |         | 8         | 12        | 7          |
| 2004 | 18.000      | 19.606      | 91,8        | 6          |            | 6          | 3.000                     |         | 7         | 12        | 7          |
| 2010 | 24.500      | 27.000      | 90,7        | 8          | 1          | 7          | 3.062                     | 1       | 8         | 19        | 10         |
| 2014 | 21.000      | 26.500      | 79,2        | 7          | 1          | 6          | 3.000                     |         | 7         | 15        | 8          |
| 2017 | 20.700      | 25.500      | 81,2        | 11         | 1          | 10         | 1.881                     |         | 10        | 15        | 7          |
| 2020 | 22.110      | 27.180      | 81,3        | 10         | 1          | 9          | 2.211                     |         | 21        | 17        | 7          |
| 2022 | 22.691      | 27.887      | 81,4        | 12         | 2          | 10         | 1.890                     | 1       | 22        | 16        | 9          |